# Кастро (місто)

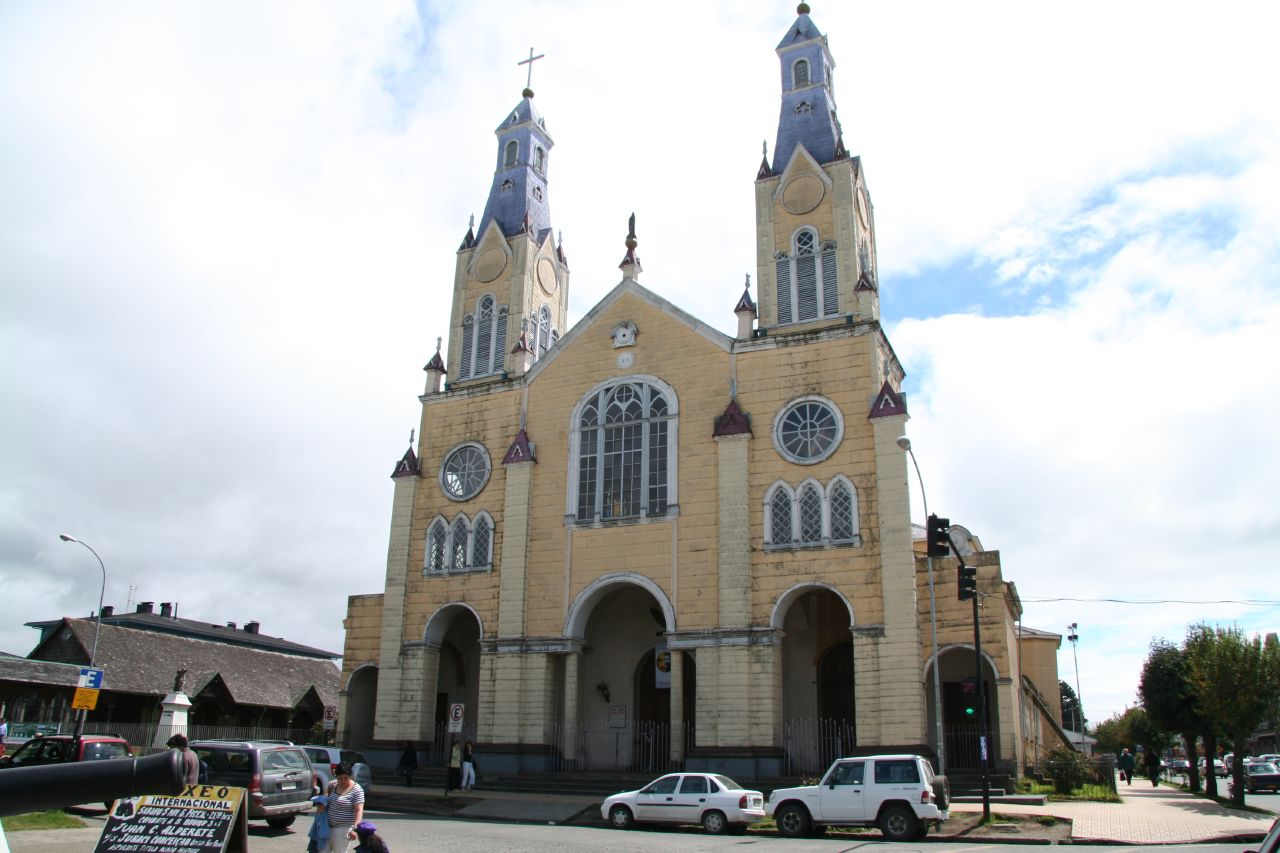
Церква Апостола Сантьяго

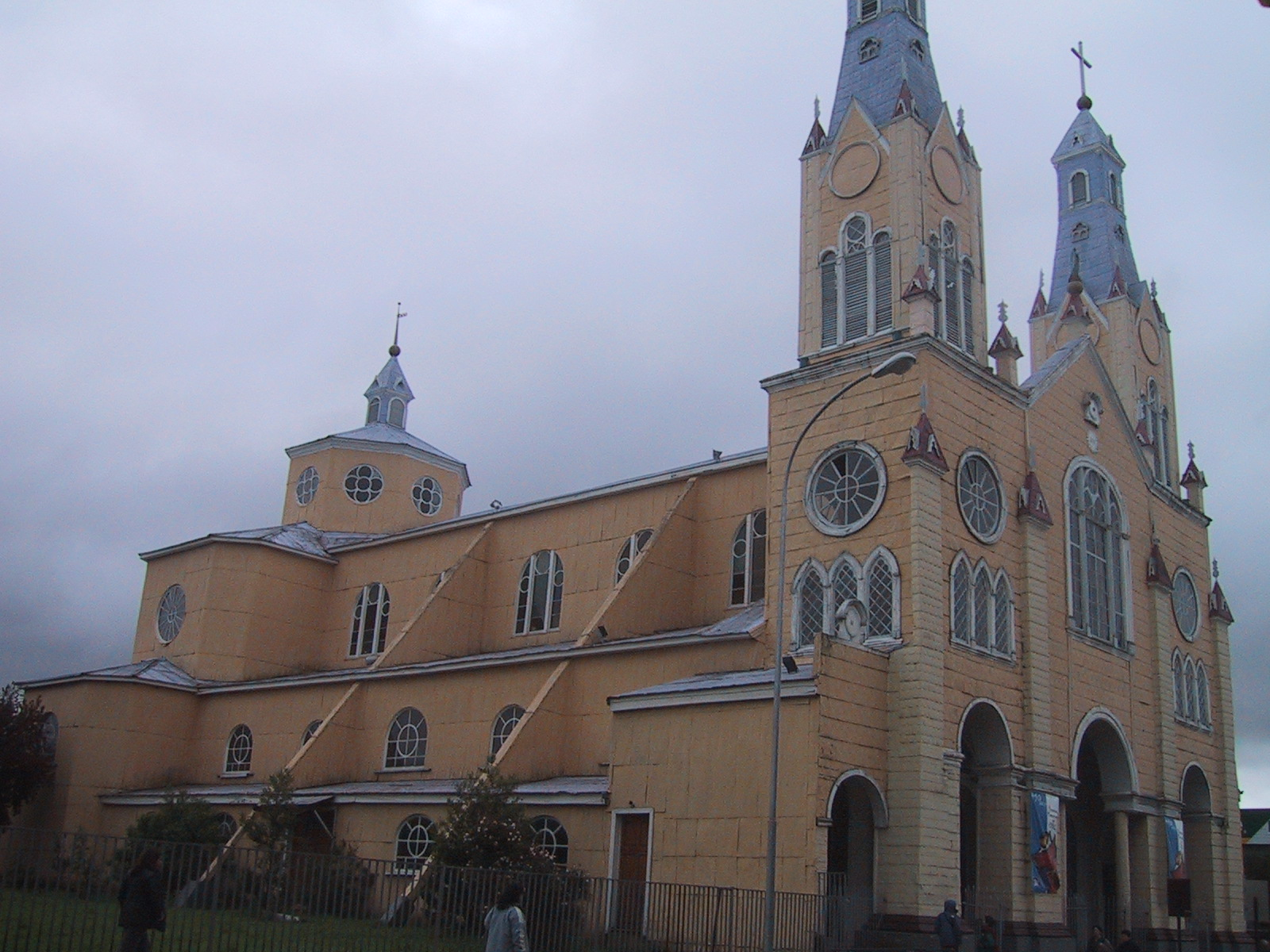

Кастро (ісп. Castro) — місто в Чилі. Адміністративний центр однойменної комуни та провінції Чилое. Населення — 29 148 осіб (2002). Місто і комуна входить до складу провінції Чилое і області Лос-Лагос.
Територія комуни — 472,5 км². Чисельність населення — 47 365 жителів (2007). Щільність населення — 100,24 особи/км².

## Розташування
Місто розташоване на острові Чилое за 131 км на південний захід від адміністративного центру області міста Пуерто-Монт.
Місто розташоване в східній частині острова на березі глибоко втиснутої в суходіл затоки, територія комуни вузькою лінією перетинає центральну частину острова та має вихід до західного узбережжя.
Комуна межує:
- на півночі — з комуною Далькауе
- на північному сході — з комуною Курако-де-Велес
- на сході — з комуною Кінчао
- на півдні — з комунами Чончі, Пукельдон

На заході комуни розташований Тихий океан.

## Історія
Кастро — одне із найдревніших європейських поселень на території Чилі, було засновано 12 лютого 1567 року. Острів Чилое був одним із небагатьох земель, відвойованих у мапуче, а Кастро був центром острова. 1768 року головним центром острова став Анкуд. Але 22 травня 1960 року Великий чилійський землетрус практично повністю знищив Анкуд. Кастро, хоч і постраждало серйозно, було зруйновано менше. 1982 року місто офіційно стало адміністративним центром провінції Чилое.

## Пам'ятки
Дерев'яні церкви острова Чилое визнані Світовою спадщиною ЮНЕСКО. Значна частина їх розташована в Кастро.

## Демографія
Згідно зі свідченнями, зібраними в ході перепису Національним інститутом статистики, населення комуни складає 47 365 осіб, з яких 23 774 чоловіки та 23 591 жінка.
Населення комуни складає 5,96 % від загальної чисельності населення області Лос-Лагос. 27,28 % належить до сільського населення та 72,72 % — міське населення.

## Фотогалерея

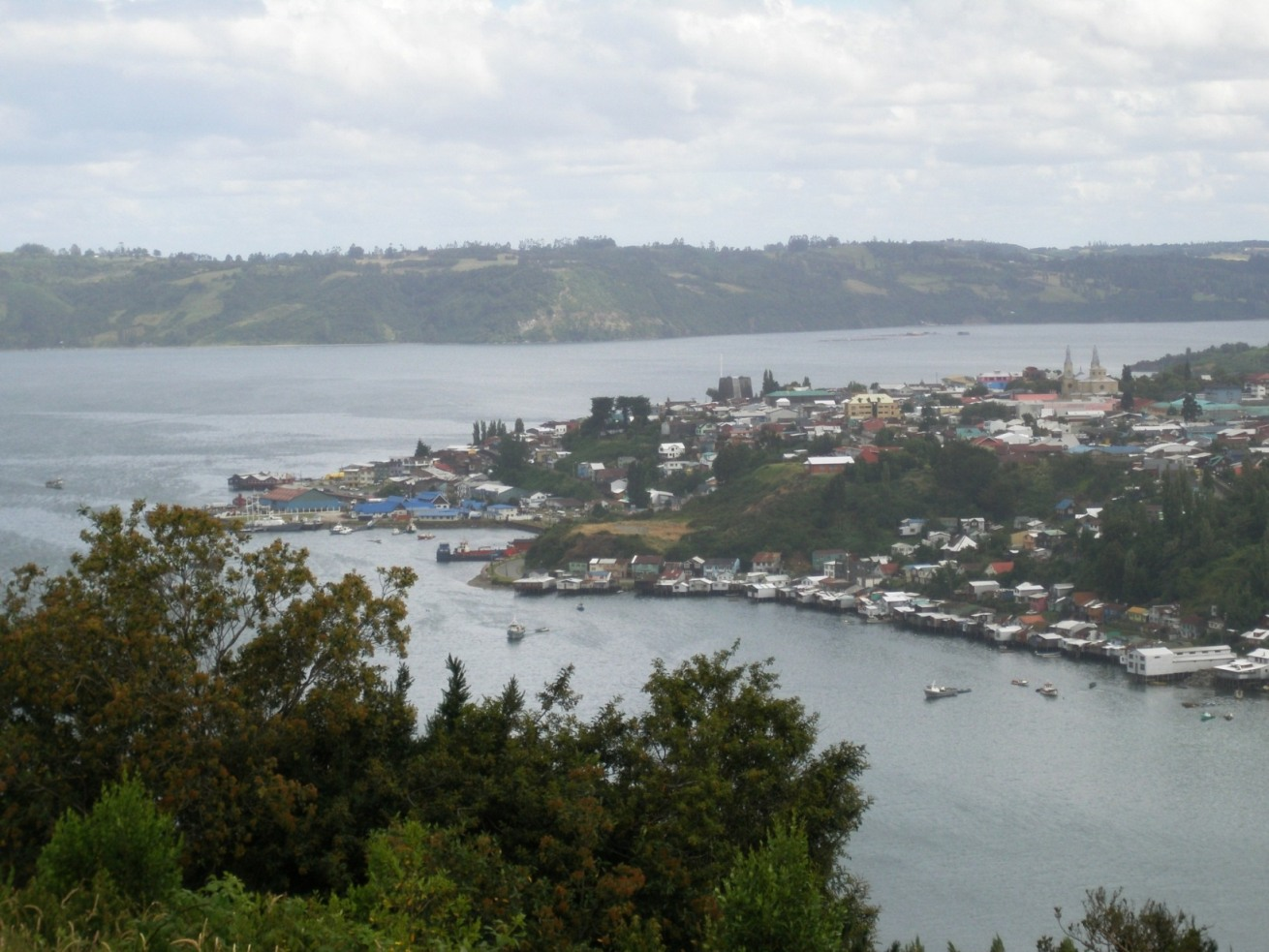
Кастро влітку
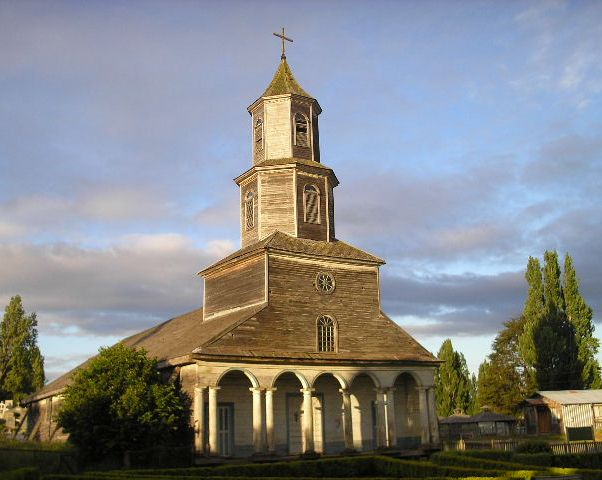
Одна із церков Кастро